# 划线法
劃線法（Streaking）是一種細菌的分離或接種方式。這種方法的學名「Streaking」的原意是指裸奔，用來形容當細菌以這種方法在平板上分離後，細菌會像某些大學的迎新活動那樣「圍着校園裸奔」。
當劃線法用於細菌分離或稀釋時，會稱為劃線平板分離法或平板劃線分離法；而當用於接種之時，稱為劃線平板接種法。利用劃線法，可以簡便的把已稀釋的細菌純化。